# Tel
|  | Per a altres significats, vegeu «tel (llet)». |

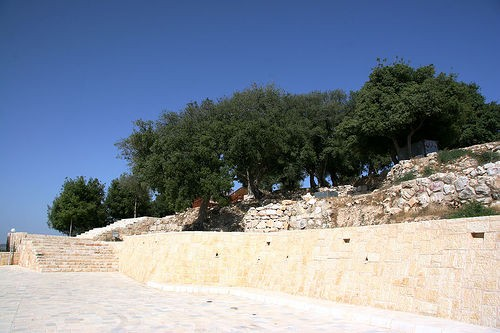
Tell Mar Elias, al nord de Jordània (2005)

Un tel, també escrit tall o tell (de l'àrab تل, tall, dialectalment pronunciat tel o tel·l; en hebreu תל, tel) és un pujol resultat de l'acumulació i la consegüent erosió de materials dipositats per l'ocupació humana d'un lloc durant llargs períodes, característic del Pròxim i Mitjà Orient, però no exclusivament. Etimològicament, el terme significa ‘turó’ o ‘monticle’, però en català s'empra només per a designar un jaciment arqueològic. Un tel consisteix fonamentalment en l'acumulació de maons de tova i altres elements constructius, amb una alta proporció de pedra o margues, així com una menor quantitat de restes domèstiques. La distribució geogràfica d'aquest fenomen s'estén des de la vall de l'Indus, a l'est, fins al sud-est d'Europa, a l'oest.
La paraula s'usa habitualment com un terme general arqueològic, particularment en l'arqueologia del Pròxim Orient. Ara bé, tant en àrab com en hebreu, se'l pot trobar en topònims en el seu sentit original de ‘turó’, independentment que aquest sigui d'origen humà o natural. L'exemple més conegut d'aquest ús és el de la ciutat de Tel-Aviv (literalment, en hebreu, ‘el Turó de la primavera’); Tel-Aviv no es troba sobre un tel, sinó sobre un turó. Al Pròxim Orient, sovint una ciutat moderna es troba localitzada a la rodalia d'un antic monticle, moltes vegades amb un nom de tel similar, per exemple, la ciutat d'Arad, a Israel, es troba a uns pocs quilòmetres d'una antic pujol anomenat Tel Arad. La ciutat de Mossul, a l'Iraq, és propera a Tell Hassuna, un dels jaciments arqueològics amb proves més antigues de ceràmica a Mesopotàmia. Un ús més adequat del terme és el cas del tel d'Akka, un turó sobre el qual se situa l'actual ciutat israeliana d'Acre.
De vegades, la paraula tel s'aplica erròniament a un jaciment arqueològic la forma del qual no garanteix aquesta designació. El d'Al-Amārna, a l'Egipte central, sovint mal anomenat Tell Al-Amarna, n'és el millor exemple.
La paraula turca corresponent és hüyük, com a Çatal Hüyük, o tepe. Els topònims que indiquen monticles d'habitació a la zona dels Balcans es tradueixen sovint com a ‘tomba’: magoula o toumba (pel fet que els petits tels poden confondre's amb facilitat amb túmuls o enterraments) a Tessàlia i Macedònia. La paraula mogila s'usa a Bulgària, gomila a Eslovènia i magura a Romania.